# آندریجا کوییچ
آندریجا کوییچ (انگلیسی: Andreja Kojić؛ ۲۸ اوت ۱۸۹۶ – ۷ ژوئیهٔ ۱۹۵۲) بازیکن فوتبال اهل یوگسلاوی بود.
از باشگاه‌هایی که در آن بازی کرده‌است می‌توان به باشگاه فوتبال وویوودینا، باشگاه فوتبال بوردو، باشگاه فوتبال المپیک مارسی، و باشگاه فوتبال بئوگراد اشاره کرد.
وی همچنین در تیم ملی فوتبال یوگسلاوی بازی کرده‌است.